# Omladinske radne akcije
Omladinske radne akcije (ORA) bile su dobrovoljni rad na teritoriju Jugoslavije. Njihovi početci vežu se za razdoblje Narodnooslobodilačke borbe. Prva omladinska radna akcija bila je organizirana u ljeto 1942. godine u dolini rijeke Sanice kod Ključa, poznata i kao „Žetva u Saničkoj dolini”. Imala je svoj štab, komandanta i komesara, 10 bataljuna i 57 četa. Omladinske radne brigade, radne čete i brojne grupe u svim krajevima Jugoslavije dale su tokom rata 35 miliona radnih dana.
Fenomen omladinskih radnih akcija uobičajeno se dijeli u šest „faza”: 
- Radne akcije za trajanja Drugog svjetskog rata
- Velike poslijeratne radne akcije (1946. – 1951.)
- Lokalne radne akcije (1952. – 1957.)
- Oživljavanje velikih radnih akcija (1958. – 1964.)
- Lokalne radne akcije (1965. – 1967.)
- Reafirmacija dobrovoljnog omladinskog rada (od 1968.)

## Poslije rata
Za vrijeme Drugog svjetskog rata uništeno je, trajno onesposobljeno ili oštećeno 80 % čitave mreže jugoslavenskih željeznica. Posljedice uništenja industrijskog potencijala i prometa postavile su pred Komunističku partiju Jugoslavije velike izazove, prije svega zadatak oporavka i sređivanja privrednog života.
Država nije raspolagala investicijskim sredstvima i jedini način da se izgradi prometna infrastruktura bio je dobrovoljni rad, o čemu je  početkom 1946. godine donesena posebna odluka. Sredinom ožujka 1946. godine, građevinsko odjeljenje tadašnjeg Ministarstva saobraćaja dobilo je nalog za izvođenje pripremnih radova na pruzi Brčko – Banovići. Elaborat o izgradnji bio je gotov za nepunih mjesec dana. Prvog travnja počele su pripreme i taj se datum kasnije u Jugoslaviji slavio kao Dan omladinskih radnih akcija.

### Prve pruge
- Pruga Brčko – Banovići, dugu 92 km, u 190 dana 1946. godine izgradilo je 62 268 članova Narodne omladine Jugoslavije. U domaćim brigadama radilo je i oko 2200 dobrovoljaca iz brojnih zemalja.
- Pruga Bosanski Šamac – Sarajevo, dužine 242 km, 1947.
- Pruga Doboj – Banja Luka, dužine 93,5 kilometra, izgrađena je 1951.
- Pruga Kučevo – Brodica
- Pruga Šabac – Zvornik

### Izgradnja tvornica
Pored izgradnje pruga omladina je sudjelovala i u izgradnji velikih industrijskih objekata:
- Tvornica „Ivo Lola Ribar” u Železniku (od travnja 1947. do početka 1948. uz sudjelovanje 15 566 omladinaca)
- Tvornica hidrauličnih ležajeva i parnih kotlova u zagrebačkom Žitnjaku
- Tvornica za prehrambenu i kemijsku industriju „Jedinstvo” u Žitnjaku
- Tvornica za proizvodnju tempera i sivog liva „Titarf” u Kamniku
- Tvornica magnezijskih opeka (današnji „Magnohrom”) u Kraljevu
- Kemijski kombinat u Vitkovićima, kod Goražda (1950. – 1951.)
- Tvornice „Maglić” i „Sutjeska” u Foči (1950.)
- Tvornica tekstila „Raška” u Novom Pazaru (1951. – 1953.)
- Tvornica kablova „Moša Pijade” u Svetozarevu (1952.)
- Tvornice u Aranđelovcu i Mladenovcu
- Tvornica „Krušik” u Valjevu
- Željezara u Zenici (1948. – 1953.)
- Valjaonica bakra u Sevojnu, kod Užica (1950. – 1952)
- Željezara u Nikšiću (1951.)

### Naselja
- Novi Beograd
- Nova Gorica
- Novi Travnik
- Studentski grad u Zagrebu
- Druga studentska naselja u Zagrebu, Ljubljani i Beogradu

## Aktivnosti i život na radnim akcijama
Omladinci su na akcijama ustajali rano i prvi dio dana radili su fizičke poslove na terenu. Nakon završetka rada vraćali su se u naselje, gdje su se bavili sportskim, kulturnim i idejno-političkim aktivnostima:
- pohađali su kino, foto, radio, elektrovarilačke i tečajeve daktilografije, tečajeve kozmetike, ikebane, kulture prometa
- polagali su ispit za sportske sudce
- učili su voziti moped, automobil ili traktor.[3]